# Seridó Oriental (tiểu vùng)
Seridó Oriental là một tiểu vùng thuộc bang Rio Grande do Norte, Brasil. Tiều vùng này có diện tích 3777 km², dân số năm 2007 là 114501 người.